# Parasite (2019)
Parasite (originele titel: 기생충, Gisaengchung) is een Zuid-Koreaanse tragikomische film uit 2019 die geschreven en geregisseerd werd door Bong Joon-ho. De hoofdrollen worden vertolkt door Song Kang-ho, Lee Sun-kyun, Cho Yeo-jeong, Jang Hye-jin, Choi Woo-shik en Park So-dam.
De film werd in mei 2019 op het filmfestival van Cannes bekroond met de Gouden Palm. In februari 2020 won de film ook vier Oscars, waaronder die voor beste film en beste internationale film. Het was de eerste niet-Engelstalige film die werd uitgeroepen tot beste film.

## Verhaal
De familie Kim – vader Ki-taek, moeder Chung-sook, zoon Ki-woo en dochter Ki-jung – woont in een klein half souterrain appartement (banjiha), heeft slecht betaalde tijdelijke banen waarbij ze pizzadozen moeten vouwen en heeft moeite om de eindjes aan elkaar knopen. Universiteitsstudent Min-hyuk, een vriend van Ki-woo, geeft de familie een filosofensteen die financiële voorspoed zou brengen. Hij vertrekt om in het buitenland te studeren en weet dat zijn vriend het inkomen nodig heeft. Hij stelt voor dat Ki-woo zich voordoet als een universiteitsstudent om zijn baan als leraar Engels voor de dochter van de rijke familie Park, Da-hye, over te nemen. Ki-woo, die zichzelf presenteert als student aan de Yonsei Universiteit, wordt vervolgens ingehuurd door de Parks.
De familie Kim smeedt een plan om elk gezinslid een baan te bezorgen bij de familie Park, door zich voor te doen als niet-verwante en hooggekwalificeerde werkkrachten. Ki-jung doet zich voor als "Jessica" en wordt, met Ki-woo als referentie, een kunsttherapeute voor de jonge zoon van de Parks, Da-song. Ki-jung doet het lijken alsof Yoon, de chauffeur van Mr. Park, seks heeft gehad met een prostituee in de auto en raadt Ki-taek aan als de vervanger van Yoon. Ten slotte neemt Chung-sook het over als de huishoudster van de Parks nadat de Kims de perzikallergie van de oude huishoudster Moon-gwang uitbuiten om mevrouw Park ervan te overtuigen dat ze tuberculose heeft. Ki-woo begint een geheime relatie met Da-hye.
Wanneer de Parks vertrekken op een kampeertrip, genieten de Kims van de luxe van de woning voordat Moon-gwang abrupt aan de deur verschijnt en aan Chung-sook vertelt dat ze iets in de kelder heeft achtergelaten. In de kelder gaat ze een verborgen ingang binnen die toegang geeft tot een ondergrondse bunker, die werd gemaakt door de architect en de vorige huiseigenaar. In de bunker leeft Geun-sae, Moon-gwang's echtgenoot, al meer dan vier jaar ondergedoken omdat hij zich verstopt voor woekeraars. Chung-sook weigert Moon-gwang's smeekbeden om Geun-sae te helpen in de bunker te blijven, maar de afluisterende Kims onthullen per ongeluk hun ware identiteit. Moon-gwang filmt ze op haar telefoon en dreigt hun list bloot te leggen aan de Parks.
Een hevige regenbui brengt de Parks vroeger thuis dan verwacht en de Kims haasten zich om het huis op te ruimen en Moon-gwang en Geun-sae te bedwingen. De Kims sluiten Geun-sae en Moon-gwang op in de bunker. Mevrouw Park onthult aan Chung-sook dat Da-song op een vorige verjaardag een traumatische ervaring had die een aanval veroorzaakte, toen hij 's nachts een "geest" - eigenlijk Geun-sae - uit de kelder zag opduiken. Voordat de Kims het huis uit weten te sluipen, horen ze de opmerkingen van meneer Park over de lichaamsgeur van Ki-taek. Door een stortbui vinden de Kims hun appartement overstroomd met rioolwater terug, en worden ze gedwongen om te schuilen in een sporthal met andere ontheemden.
De volgende dag organiseert mevrouw Park een huisfeest voor Da-song's verjaardag met de hulp van de familie Kim. Ki-woo gaat de bunker binnen met de steen die hij cadeau kreeg van Min-hyuk om Geun-sae te vinden. Hij ontdekt dat Moon-gwang is overleden aan een hersenschudding die ze tijdens haar val van de trap heeft opgelopen. Hij wordt aangevallen door Geun-sae, die Ki-woo's hoofd inslaat met de steen en ontsnapt, waardoor Ki-woo in een plas bloed in de kelder achterblijft. Geun-sae wil Moon-gwang wreken en steekt Ki-jung neer met een keukenmes in het bijzijn van de geschokte feestgangers. Da-song krijgt opnieuw een aanval bij het zien van Geun-sae, en er breekt een strijd uit totdat Chung-sook Geun-sae doorboort met een barbecuespies. Terwijl Ki-taek zich over de hevig bloedende Ki-jung buigt, beveelt Mr. Park Ki-taek om Da-song naar het ziekenhuis te rijden. In de chaos neemt Ki-taek, bij het zien van de weerzinwekkende reactie van Mr Park op Geun-sae's geur, het mes en doodt hem. Ki-taek vlucht vervolgens uit de tuin en laat de rest van de Kim-familie achter.
Weken later herstelt Ki-woo van een hersenoperatie. Hij en Chung-sook worden veroordeeld voor fraude en krijgen een voorwaardelijke straf. Ki-jung is overleden en Ki-taek, die wordt gezocht door de politie voor de moord op Mr. Park, is onvindbaar. Er wordt aangenomen dat Geun-sae een krankzinnige dakloze man was, en noch zijn motief, noch Ki-taek's motief voor de steekpartijen zijn bekend. Ki-woo bespioneert het huis van de Parks, dat bewoond wordt door een Duitse familie die zich niet bewust is van de geschiedenis van het huis. Hij ziet een flikkerend licht dat een bericht in morsecode blijkt te verzenden. Ki-taek, die via de garage in de bunker is ontsnapt, heeft Moon-gwang in de achtertuin begraven en plundert nu 's nachts de keuken en stuurt het bericht elke dag, in de hoop dat Ki-woo het zal zien. Ki-woo woont nog steeds in hun oorspronkelijke souterrain met zijn moeder en schrijft een brief aan Ki-taek, waarin hij zweert dat hij genoeg geld zal verdienen om op een dag het huis te kopen en zich met zijn vader te herenigen.

## Rolverdeling
| Acteur           | Personage                                |
| ---------------- | ---------------------------------------- |
| Song Kang-ho     | Kim Ki-taek (Mr Kim), vader              |
| Jang Hye-jin     | Chung-sook, moeder                       |
| Choi Woo-shik    | Kim Ki-woo / Kevin, zoon                 |
| Park So-dam      | Kim Ki-jung / Jessica, dochter           |
| Lee Sun-kyun     | Park Dong-ik / Nathan, vader Park        |
| Cho Yeo-jeong    | Cho Yeon-gyo ("Madame"), moeder Park     |
| Jung Ji-so       | Park Da-hye, dochter Park                |
| Jung Hyeon-jun   | Park Da-song, zoontje Park               |
| Jeong-eun Lee    | Gook Moon-gwang, huishoudster Park-gezin |
| Myeong-hoon Park | Oh Geun-sae, man Gook Moon-gwang         |
| Park Seo-joon    | Min-hyuk, Ki-woo's vriend                |
| Park Keun-rok    | Yoon, Park Dong-ik's chauffeur           |

## Productie
Na de internationale en gedeeltelijk Engelstalige producties Snowpiercer (2013) en Okja (2017) besloot regisseur Bong Joon-ho om opnieuw een Zuid-Koreaanse film op te nemen zonder Amerikaanse of Europese acteurs. Zijn vorige volledig Zuid-Koreaanse productie, getiteld Mother, dateerde van 2009. 
In april 2017 kondigde Bong het project aan en raakte bekend dat Song Kang-ho de hoofdrol zou vertolken. Song had eerder al met Bong samengewerkt aan de films Memories of Murder (2003), The Host (2006) en Snowpiercer. In januari 2018 werd de rest van de cast bekendgemaakt. De opnames voor Parasite gingen in mei 2018 van start en eindigden, na 77 opnamedagen, in september 2018.
Op 21 mei 2019 ging Parasite in première op het filmfestival van Cannes. De film werd er bekroond met de Gouden Palm. In België en Nederland werd de film op respectievelijk 11 september en 28 november 2019 in de bioscoop uitgebracht.

## Prijzen en nominaties
| Jaar | Prijs                    | Categorie                    | Genomineerde(n)              | Uitslag     |
| ---- | ------------------------ | ---------------------------- | ---------------------------- | ----------- |
| 2019 | Filmfestival van Cannes  | Gouden Palm                  | Bong Joon-ho                 | Gewonnen    |
| 2019 | National Board of Review | Beste niet-Engelstalige film | Beste niet-Engelstalige film | Gewonnen    |
| 2020 | Golden Globes            | Beste niet-Engelstalige film | Beste niet-Engelstalige film | Gewonnen    |
| 2020 | Golden Globes            | Beste regie                  | Bong Joon-ho                 | Genomineerd |
| 2020 | Golden Globes            | Beste scenario               | Bong Joon-ho, Han Jin-won    | Genomineerd |
| 2020 | Critics' Choice Awards   | Beste film                   | Beste film                   | Genomineerd |
| 2020 | Critics' Choice Awards   | Beste regie                  | Bong Joon-ho                 | Gewonnen    |
| 2020 | Critics' Choice Awards   | Beste acteerensemble         | Beste acteerensemble         | Genomineerd |
| 2020 | Critics' Choice Awards   | Beste originele scenario     | Bong Joon-ho, Han Jin-won    | Genomineerd |
| 2020 | Critics' Choice Awards   | Beste montage                | Yang Jinmo                   | Genomineerd |
| 2020 | Critics' Choice Awards   | Beste productieontwerp       | Lee Ha-jun                   | Genomineerd |
| 2020 | Critics' Choice Awards   | Beste niet-Engelstalige film | Beste niet-Engelstalige film | Gewonnen    |
| 2020 | Writers Guild of America | Beste originele scenario     | Bong Joon-ho, Han Jin-won    | Gewonnen    |
| 2020 | BAFTA Awards             | Beste film                   | Beste film                   | Genomineerd |
| 2020 | BAFTA Awards             | Beste regie                  | Bong Joon-ho                 | Genomineerd |
| 2020 | BAFTA Awards             | Beste originele scenario     | Bong Joon-ho, Han Jin-won    | Gewonnen    |
| 2020 | BAFTA Awards             | Beste niet-Engelstalige film | Beste niet-Engelstalige film | Gewonnen    |
| 2020 | Academy Awards           | Beste film                   | Beste film                   | Gewonnen    |
| 2020 | Academy Awards           | Beste internationale film    | Beste internationale film    | Gewonnen    |
| 2020 | Academy Awards           | Beste regisseur              | Bong Joon-ho                 | Gewonnen    |
| 2020 | Academy Awards           | Beste originele scenario     | Bong Joon-ho, Han Jin-won    | Gewonnen    |
| 2020 | César Awards             | Beste buitenlandse film      | Bong Joon-ho                 | Gewonnen    |

## Thema's
Volgens NRC Handelsblad columnist Haroon Sheikh gaat de film over ongelijkheid, tussen het arme gezin Kim en het rijke gezin Park. De Parks wonen boven, in een villa, de Kims onder, in een sloppenwijk die bij heftige regenval onder water komt te staan vanuit het riool. Hoe goed ze de Parks ook kunnen manipuleren, de Kims kunnen hun geur van armoede niet verbergen. Als vader Park letterlijk zijn neus ophaalt voor een andere armoedige man, gaat vader Kim Ki-taek door het lint.
Het blijft echter in het midden wie in de film de parasiet is, de rijke Parks, die totaal afhankelijk zijn van hardwerkend personeel om hun huishouden in stand te houden en om hun kinderen op te voeden, of juist de arme familie Kim, die de familie Park bedriegen en zoveel mogelijk geld afhandig maken.